# Theridion bryantae
Theridion bryantae är en spindelart som beskrevs av Roewer 1951. Theridion bryantae ingår i släktet Theridion och familjen klotspindlar. Inga underarter finns listade i Catalogue of Life.